# Phorticella flavipennis
Phorticella flavipennis är en tvåvingeart som först beskrevs av Oswald Duda 1929.  Phorticella flavipennis ingår i släktet Phorticella och familjen daggflugor. Inga underarter finns listade i Catalogue of Life.